# Јована Адамовић
Јована Рад - Адамовић (рођена 8. маја 1987. године у Новом Саду) је српска кошаркашица која игра на позицији крилног центра. Повремени је члан репрезентације Србије.

## Каријера
Кошарку је почела да тренира у основној школи у Новом Саду, после НАТО бомбардовања 1999. године. После школе кошарке одлази у Беочин где је играла трећу лигу и била најмлађи члан екипе. Прве професионалне кораке бележи у суботичком Спартаку где је играла три године. Након тога одлази у Шпанију где је играла пуне четири године. Након тока долази у екипу Тарб у Француској где је са 13,1 просечних поена по мечу, била најбољи стрелац екипе.
После три године паузе вратила се кошарци и то у тим Беочина. У 15. колу српске лиге са индексом корисности 54 изабрана је за МВП кола. Уочи почетка доигравања прелази у Црвену звезду и постаје веома битан шраф у походу на 30. националну титулу у историји овог клуба. У финалу доигравања је била изабрана за МВП.

### Репрезентација
Са младом репрезентацијом Србије је овојила срербо на Европском првенству 2007. године у Софији. Након тога била је члан сениорске репрезенатције Србије која је учествовала на Европском првенству 2013. као и Светском првенству 2014. године.